# Wing Chun
| Wing Chun – 詠春/咏春                                              | Wing Chun – 詠春/咏春 |
| ------------------------------------------------------------------ | --------------------- |
| Wing-Chun-Schule – 溫鑑良實用詠春拳館 – Nathan Road, Hongkong 2009 |                       |
| Chinesische Bezeichnung                                            |                       |
| Langzeichen                                                        | 詠春                  |
| Kurzzeichen                                                        | 咏春                  |
| Hochchinesisch                                                     |                       |
| Pinyin                                                             | yǒngchūn              |
| Wade-Giles                                                         | yung-ch’un            |
| Kantonesisch                                                       |                       |
| Ad-hoc-Umschrift                                                   | wing chun             |
| Jyutping                                                           | wing6ceon1            |
| Wing Chun-Schriftzug in Kurzzeichen                                |                       |

Wing Chun (chinesisch 詠春 / 咏春 – „Frühlingslied“) ist eine vermutlich im frühen 19. Jahrhundert entstandene (süd-)chinesische Kampfkunst. Es wird manchmal aufgrund der Homophonie mit den Zeichen 永春,  yǒngchūn, Jyutping wing5ceon1 – „ewiger Frühling“ verwechselt, siehe Weng Chun. Wing Chun ist damit einer der jüngsten Kung-Fu-Stile.

## Name und Marke1
Der romanisierte Name der Kampfkunst stammt aus dem Kantonesischen, daher gibt es bis heute keine geregelte Standardumschrift des Begriffs. Aus markenrechtlichen bzw. wirtschaftlichen Gründen, und um sich von anderen Schulen und Verbänden abzugrenzen, sind zahlreiche Schreibweisen entstanden, so beispielsweise Wing Tsun – später WingTsun (W.T.), Wing Tsung, Wing Tsjun, Wing Tjuen, Wing Tzun, Wing Tzung, Wing Chung, Wing Shun, Wing Zun, Wyng Tjun, Ving Tsun (V.T.), Ving Chun (VC), Dynamic Ving Tshun (DVT). In Pinyin, dem offiziell verwendeten Umschriftsystem des Hochchinesischen (Standardchinesisch), werden die Schriftzeichen als Yǒngchūn transkribiert. Die einzelnen Umschriften repräsentieren zum Teil Derivate von größeren Verbänden und zum anderen völlig verschiedene Unterstile, die nur noch oberflächliche Gemeinsamkeiten haben. Alle Wing Chun-Stile werden im Chinesischen mit denselben Schriftzeichen „詠春 / 咏春“ geschrieben. Dieselben Schriftzeichen sind letztlich der Vorname von Yim Wing-chun – 嚴詠春 / 严咏春,  Yán Yǒngchūn, eine Schülerin der Äbtissin Ng Mui – 五枚大師 / 五枚大师,  Wǔméi Dàshī, kantonesisch 五枚師太 / 五枚师太,  Wǔméi Shītài. Die formal korrekte Bezeichnung des Kungfu-Stils im Chinesischen ist: Wing Chun Kuen 詠春拳 / 咏春拳 a – analog zum Begriff tàijíquán.

## Geschichte

### Entstehung von Wing Chun
Die frühesten schriftlichen Aufzeichnungen über Wing Chun datieren aus dem Jahr 1854, belegt durch Schriftforschungen des Foshan-Museums und der Chin Woo Athletics Association of Foshan.
Das heutige moderne bzw. populäre Wing Chun mit seinen charakteristischen sechs Formen und der “Chi-Sao-Übung” b bzw. “Poon-Sao-Übung” c geht aktuellen Erkenntnissen nach

 auf die Studien des Lehrerkreises um Yuen Kay-shan d und Yip Man zurück.
Das traditionelle Wing Chun geht nach der mündlichen Überlieferung von Großmeister Yip Man (amtlich: Ip Man) und anderen Quellen zurück auf das untergegangene Süd-Shaolin-Kloster in der chinesischen Provinz Fujian, welches von den Qing-Truppen gegen Ende der Ming-Dynastie zerstört wurde. Die letzten buddhistischen Vertreter des traditionellen Wing Chuns waren der Süd-Shaolin-Abt Chi Sim und die Äbtissin Ng Mui, welche flüchteten und dann das Wing-Chun-System an ihre Schülerin Yim Wing-chun weitergab, die den Stil erfolgreich zur Selbstverteidigung nutzte und Namensgeberin der Kampfkunst wurde. Ng Mui war auch diejenige, die die neue Kampfkunst Wing-Tsun erfand. Inspiriert wurde sie nach der Legende dabei von dem Kampf zwischen einem Kranich und einem Fuchs. Ziel ihrer Kampfkunst war es, dass eine schwächere Person einen deutlich stärkeren Gegner besiegen kann.
Die Mönchslinie des Wing Chuns aus Süd-Shaolin ging mit der Zerstörung des Klosters unter. Chi Sim und Ng Mui gehörten zu den legendären Persönlichkeiten der „Fünf Ältesten des Shaolins“ e, die zur Regierungszeit Qianlongs (1735–1796) gelebt haben sollen.
Die neu entwickelte Kampfkunst erhielt ihren Namen von der ersten Schülerin von Ng Mui. Ihre erste Schülerin hieß Wing-chun und nach der Legende soll sie innerhalb von 3 Jahren diese neue Kampfkunst gemeistert haben. Über Generationen wurde die Kampfkunst Wing Chun im Geheimen trainiert: so beispielsweise unter Leung Bok Chau, Wong Wah Bo, Leung Jan – bis Yip Man den Stil öffentlich machte.

### Neuere Geschichte
Die heute weltweit bekanntesten Stilrichtungen des Wing Chuns gehen auf den Kampfkünstler Yip Man (amtlich: Ip Man, 1893–1972) zurück. Der historisch erste Verband des Wing Chuns nach Yip Man ist die offizielle Ving Tsun Athletic Association (VTAA), deren Gründung 1967 auf Yip Man und sieben seiner damaligen Schüler zurückgeht. Der Sitz bzw. die Hauptgeschäftsstelle des Verbands VTAA befindet sich seit dieser Zeit auf der Nullah Road – 水渠道 – nahe der Hauptverkehrsader Nathan Road auf der Halbinsel Kowloon in Hongkong. Zu dieser Zeit fand in Hongkong die erste öffentliche Demonstration des Wing Chun-Kampfsystems nach Yip Man in einem offiziellen Schaukampf im Winter 1969 im damaligen Baptist College – heute Hong Kong Baptist University – statt. Leung Ting, ein Schüler Yip Mans, lud seinen Meister und einige namhafte Vertreter der damaligen Kampfkunstszene ins College ein und führte vor dem Fachpublikum die Schaukämpfe durch.

## Stilrichtungen1
Die bekannteste Wing Chun-Stilrichtung ist der Yip-Man-Stil (englisch Ip Man Style), dessen Hauptlinie heute durch seine Söhne Yip Chun und Yip Ching (auch Ip Chun und Ip Ching) und Schüler der Ving Tsun Athletic Association (VTAA) vertreten werden. Als wichtige Unterstile des Yip-Man-Stils gelten aufgrund ihrer weltweiten Verbreitung:
- „Wing Tsun“ (heute „WingTsun“) nach Leung Ting, das nach eigener Angabe auch die überprüften Ergebnisse seiner Kampferfahrungen und die seiner Schüler und anderer Wing Chun-Kämpfer bei Kung-Fu-Wettbewerben nutzte. Diese Methoden wurden später zum neuen, weltweit gültigen Unterrichtssystem der IWTMAA (heutige IWTA, International Wing Tsun Association) zusammengefasst und die abweichende Schreibweise gewählt, um den deutlichen inhaltlichen Unterschied gegenüber dem Yip-Man-Stil kenntlich zu machen.[24]
- Wing Chun nach Lo Man-kam, offiziell Lo Man Kam Wing Chun, der dritte Schüler und Neffe von Yip Man. Er bekam in der Schule seines Onkels 10 Jahre Unterricht in der Kampfkunst Wing Chun. Im Jahr 1974 eröffnete er eine eigene Schule in Taipeh und war damit der erste, der diese Kampfkunst in Taiwan unterrichtete. Im selben Jahr kamen bereits die ersten beiden ausländischen Studenten, um von Sifu (Meister) Lo Man-kam in der Kampfkunst unterwiesen zu werden. In den folgenden Jahren kamen weitere Schüler, unter anderem aus Frankreich, der Schweiz, Deutschland, Südafrika, England, Belgien, Italien und Amerika um bei ihm Wing Chun zu erlernen.[25]

Weitere bekannte Stile sind:
- Yuen-Kay-Shan-Stil
- Pan-Nam-Stil
- Yiu-Choi-Stil (Yiu-Kay-Stil)

Zu den weniger bekannten Stilen sind zu zählen:
- Pao-Fa-Lien-Stil
- Yuen-Chai-Wan-Stil (Nguyen Te-Cong-Stil)
- Yip-Kin-Stil

Außerdem gibt es noch einige weitere Unter- oder Hybridstile dieser Stilrichtungen. Die umfangreichste Dokumentation liegt derzeit zum Yip-Man-Stil und dem Pan-Nam-Stil vor.

## Prinzip und Technik1

### Der Grundstand
Der typische Grundstand oder die Hauptposition in allen chinesischen Kampfkünsten ist der Mabou f – 馬步 / 马步, englisch horse stance – „Pferdestand, Reiterstand“. Im Wing Chun ist es speziell der Yeejee Kimyeung Ma g – 二字拑羊馬 / 二字拑羊马, englisch goat pinching stance, kurz goat stance – „Ziegenstand“. Im „Leung Ting-WingTsun“ ist er als „IRAS“ – Internally Rotated Adduction Stance – bekannt. In diesem Stand werden die verschiedenen Formen ausgeführt oder auch Chi-Sao-Übungen trainiert. Der Grundstand bildet das Fundament für fortgeschrittene Techniken und ist Basis jeder Kampfkunst, insbesondere der Kampfkünste mit asiatischen bzw. ostasiatischen Wurzeln.

### Techniken
Ein typisches Element einiger Wing-Chun-Stile ist der Kettenfauststoß. Je nach angegriffenem Körperteil und Intention des Kämpfers werden Fauststöße, Fingerstiche, Handkantenschläge oder Hammerfäuste bei Schlägen eingesetzt.
Die Kraft des Gegners wird durch Schritttechniken wie Wendungen neutralisiert und gegen ihn verwendet – Gleichzeitigkeit von Angriff und Abwehr, der Angriff ist die Verteidigung. Ein Schlag des Gegners wird so beispielsweise durch einen konternden Gegenschlag abgewehrt.
Der Stil ist weiterhin durch seine Trittarbeit charakterisiert, die nur sehr wenige Grundtritte umfasst und mit der im Allgemeinen nur niedrige Ziele bis etwa zur Höhe der Hüfte angegriffen werden.
Neben der körperlichen Ökonomie der Bewegung betont Wing Chun auch eine innere Gelassenheit, um in Stresssituationen klar und reaktionsfähig zu bleiben.

### Waffen
Wing Chun war ursprünglich eine Kampfkunst ohne Waffen.
Im frühen 19. Jahrhundert erweiterten Wong Wah-bo – Schüler von Leung Bok-chow, Ehemann der Stilbegründerin Yim Wing-chun – und Leung Yee-tai – Schüler des untergetauchten Süd-Shaolin-Abts Chi Sim auf der „Roten Dschunke“ h – genauer Rote Dschunke der Kanton-Operntruppe – 紅船戲班 / 红船戏班 – den Kung-Fu-Stil um zwei Waffenformen:
- Langstock – genauer „Sechseinhalb-Punkt-Langstock“ – Luk Dim Bun Gwan i, 六點半棍 / 六点半棍, englisch six and a half point pole
- Doppelmesser – genauer „Schmetterling-Doppelmesser“ – Wu Dip Seung Do j, 蝴蝶雙刀 / 蝴蝶双刀, englisch Butterfly Swords

Die Übungen und Formen wurden den Prinzipien des Wing Chuns angepasst.
Historische Dokumente hierzu sind nicht überliefert. Wong Wah-bo wird in vielen anderen Entstehungslegenden anderer Stile (z. B. Hung Kuen) erwähnt. Seine Existenz ist weder belegt noch widerlegt. Er spielt in nahezu allen Wing-Chun-Legenden eine Schlüsselrolle.

### Formen
Die ersten Grundlagen des Wing Chuns werden zumeist in kurzen Formen (San Sao k) oder langen Formen (To Lo l) erlernt und geübt. Formen sind festgelegte Abfolgen von Techniken, die jeder Schüler alleine durchführt. Die Formen des Wing Chuns sind – siehe auch die japanischen Kata – jap. かた, Kanji 形, 型 – oder dem koreanischen Hyeong – kor. 형, Hanja 形 – wie ein „Notizbuch“ zur Vermittlung von Theorien und Techniken zu verstehen und nicht als ein ritualisierter Kampf gegen imaginäre Gegner. Reihenfolge, Anzahl und Art der Formen ist in den verschiedenen Wing-Chun-Stilen oftmals sehr unterschiedlich. In einigen Wing-Chun-Stilen werden weniger als die nachstehend aufgeführten sechs bekanntesten Formen praktiziert, in anderen werden mehr oder gänzlich andere Formen unterrichtet.
Die bekanntesten Formen sind:
- Siu Nim Tau / Siu Lim Tao m – 小念頭 / 小念头 – „kleine Idee“ – etwa anfänglicher Gedanke, Grundidee. Die Siu nim tau-Form („Kleine-Idee-Form“) ist die erste Form im Wing Chun-System. Hier lernt man in 8 Schritten (häufig als „Sätze“ bezeichnet) verschiedene Grundbewegungen, die man auch als Grundlagen in Angriff und Verteidigung ansehen kann. Die Siu nim tau wird im Grundstand durchgeführt. Schrittarbeit und Wendungen sind (in der Regel) noch nicht vorhanden.[31]

- Cham Kiu / Chum Kiu n – 尋橋 / 寻桥 – „Brücke finden, Brückensuche“ – also eine „Brücke“ finden, um über „diese Verbindung“ den Gegner auf Abstand zu halten und zu blockieren bzw. einen Weg zu den Techniken des Gegners finden, um ihn anzugreifen. Die Cham Kiu-Form („Brücken-Suche-Form“) beinhaltet hauptsächlich Defensivtechniken sowie Techniken zur Distanzhaltung und Distanzüberbrückung zum Gegner. In dieser Form kommen Schritte, Wendungen und Tritte hinzu.[32]

- Biu Ji / Bju Tse o – 鏢指 / 镖指 – „Pfeilfinger“ – etwa Stoßende Finger. In der Biu Tze-Form – „Pfeilfinger-Form“ – sind hauptsächlich Offensivtechniken enthalten. Die Biu Tze-Form – „Pfeilfinger-Form“ – wird auch oft als „Notlösungsform“ beschrieben, da sie auch vermittelt, wie man durch Angriffe von einer ungünstigen wieder auf eine günstige Position im Kampf kommen kann. Da in dieser Form unter anderem gefährliche Techniken wie Fingerstiche in die Augen, Handkantenschläge zum Hals und verschiedene Ellenbogentechniken zum Kopf enthalten sind, wird die Biu Tze – „Pfeilfinger“ – von vielen Lehrern und Meistern oft nur an vertrauenswürdige und treue Schüler weitergegeben. Aus dieser Tradition stammt der in Wing Chun-Kreisen verbreitete Spruch „Der Biu Tze – „Pfeilfinger“ – verlässt niemals das Haus“.[33]

- Muk Yan Jong Fat / Mok Jan Chong Fat p – 木人樁法 / 木人桩法 – „Holz-Mann-Pfahl-Technik, Holz-Mann-Pfahl-Arbeit“ – etwa Holzpuppen-Technik. Die Muk Yan Jong-Form („Holzpuppe-Form“) ist die höchste waffenlose Form im System. Sie enthält sowohl Techniken aus den vorherigen Formen, als auch neue Techniken. Alle Techniken werden an der Holzpuppe geübt. Das Training an der Holzpuppe verfolgt verschiedene Ziele. Eine davon ist, sich auch gegen stärkere, nicht nachgebende Gegner durchzusetzen. Des Weiteren werden die Extremitäten des Praktizierenden auf Dauer abgehärtet. Die Holzpuppe wird oft auch als Ersatz für einen Trainingspartner gesehen.[34][35]

- Luk Dim Bun Gwan Fat / Luk Dim Ban Kwun Fat q – 六點半棍法 / 六点半棍法 – „Sechseinhalb-Punkt-Langstock-Technik, Sechseinhalb-Punkt-Langstock-Arbeit“ – etwa Langstock-Technik. Die Luk Dim Bun Gwan-Form („Sechseinhalb-Punkt-Langstock-Form“) ist eine Langstockform und somit die erste Waffenform im Wing Chun-System. Der Langstock hat seine Funktion als Waffe[36] aufgrund der Länge (in der Regel 2–3 Meter) weitestgehend verloren. Heutzutage wird der Langstock mehr als Trainingsgerät zur Verbesserung der Ganzkörperstruktur bzw. der Haltung des Körpers, der Explosivkraft und Verbesserung der Präzision der einzelnen Handpositionen verwendet.[37][38]

- Bart Cham Do / Pa Cham Do r – 八斬刀 / 八斩刀 – „Acht-Schnitt-Messer“ – etwa Achtschnitt-Messer-Technik. Die Bart Cham Do-Form („Achtschnitt-Messer-Form“) ist die letzte und höchste Form im Wing Chun-System. Sie vermittelt weitere Techniken und Bewegungsformen und schließt das System ab.[39]

### Chi Sao
Ein wesentlicher Bestandteil der meisten Wing-Chun-Stile ist das Chi Sao (Klebende Hände) A, welches auf die unterschiedlichsten Arten praktiziert werden kann. Das Chi Sao dient der Steigerung des Tastsinns und der Verbesserung der „taktilen“ Reflexe. In der in Europa am meisten verbreiteten Stilrichtung, dem Leung Ting Stil, wird das Chi Sao als Partnerformen, sogenannte „Sektionen“, vermittelt.

## Organisationsstruktur

### Familiäre Struktur der Vergangenheit1
In der Vergangenheit im alten China wurde das Wing Chun, wie alle anderen Kampfkünste oder auch Handwerkszünfte, traditionell in einem familiären Charakter, jeweils von Sifu s – 師傅 / 师傅 – „Meister“ – zu Toudai t – 徒弟 – „Schüler, Lehrling“ – weitergegeben. Der Meister, der die persönliche Verantwortung für die gesamte Ausbildung des Schülers (Lehrlings) hatte, wurde als Sifu (Meister) angesprochen. Der Unterricht fand gegen Bezahlung oft im Wohnhaus des Meisters statt, eine persönliche Bindung zwischen dem Meister bzw. dessen Familie und dem Schüler (Lehrling), mit bestimmten gegenseitigen Verpflichtungen, war die Regel. In Hongkong wurden die ersten öffentlichen Kampfkunstschulen gegründet. Seitdem nahm der Unterricht im Wing Chun stärker einen modernen schulischen mit kommerziell geschäftlichem Charakter an.
Jedoch wurde in einigen Schulen das familiäre System weiterhin gewahrt. Lo Man-kam, ein Neffe Yip Mans, unterrichtet noch heute seine Schüler in seinem Wohnhaus in Taipeh. Geeignete auserwählte langjährige Schüler werden dort heute noch durch den Sifu in der traditionellen Weise durch eine „Meister-Schüler-Teezeremonie“ – Bai Si Lai v, 拜師禮 / 拜师礼 – in den inneren Kreis der Wing Chun-Familie aufgenommen. Diese Zeremonie unterstreicht die tiefe persönliche Bindung, die durch das lange Training zwischen Meister und Schüler entstanden ist.

### Verbandsstruktur im heutigen Europa1
Es gibt in Europa keinen einheitlichen Dachverband, unter dem die Wing Chun-Praktizierenden zusammengefasst sind, sondern zahlreiche, zum Teil miteinander konkurrierende und zerstrittene Verbände, Schulen und Einzellehrer. Die meisten Verbände treten dabei nicht in der Rechtsform der Vereine auf, die sich freiwillig zu einem Verband zusammengeschlossen haben, sondern als kommerzielle Organisationen, in denen assoziierte Schulen eingegliedert sind, welche vom Verband autorisiert und zertifiziert werden. Manche der Verbände sind in einem Franchise-System organisiert.
In einigen Verbänden werden in Anlehnung an das früher übliche Familiensystem Gehorsam und Verpflichtungen gegenüber dem Lehrmeister (Sifu) und dessen Lehrmeister – Sigung w – 師公 / 师公, Sijo x – 師祖 / 师祖 – betont, obwohl diese nur noch selten direkt an der Ausbildung ihrer Schüler beteiligt sind.

### Wahrnehmung im deutschsprachigen Raum
Aufgrund der hohen Medienpräsenz des EWTO-Wing-Tsuns (Leung Ting, Keith Kernspecht) verbinden Interessierte leicht das Wing Chun in Deutschland, Österreich und der Schweiz lediglich mit diesem großen Zweig des Yip Man-Wing Chuns (auch Ip Man-Wing Chuns).
In den deutschsprachigen Foren wird zudem oft versucht, aus wirtschaftlichen Gründen den Eindruck zu erwecken, dass alle Wing-Chun-Schulen in Deutschland ehemals zur EWTO gehörten bzw. von ehemaligen EWTO-Angehörigen geleitet werden. Häufig herrscht Unkenntnis darüber, dass in Deutschland bereits seit Mitte der 1970er Jahre z. B. auch das Wing Chun der Yip-Man-Linie bzw. Chu-Shong-tin-Linie unterrichtet wird. Ebenso sind weitere Schulen bzw. Lehrer, welche niemals eine Verbindung zur EWTO hatten, in Deutschland vertreten. Die Yip-Man-Wing-Chun-Linie ist in Deutschland z. B. auch durch die Linien nach Yip Chun, Lok Yiu, Wong Shun-leung, Philipp Bayer und Lo Man-kam vertreten. Linien anderer Wing-Chun-Stilrichtungen nach dem anderen bekannten Meister wie beispielsweise Yuen Kay-shan werden nur selten öffentlich unterrichtet, sind aber auch in sehr geringer Anzahl in Deutschland ansässig.
Das Lee-Shing-Wing-Chun, ein eng mit der Yip-Man-Linie verwandter Wing-Chun-Stil, findet in der Schweiz große Verbreitung. Auch bei den mit dem EWTO-Wing-Tsun (Leung Ting) verwandten Schulen ist inzwischen eine Generation in Erscheinung getreten, deren Lehrer zwar bei ehemaligen EWTO-Angehörigen Unterricht erhielten, sie selbst aber niemals Mitglied der EWTO waren.

### Graduierungen
Wing Chun wurde bis in die Mitte des zwanzigsten Jahrhunderts ohne ein Graduierungssystem gelehrt. Über Sinn und Zweck der Graduierungen bestehen unterschiedliche Ansichten, ein einheitliches Graduierungssystem existiert nicht. Einige Schulen lehnen bis heute ein Graduierungssystem ab.
Das bekannteste Graduierungssystem in Deutschland und Österreich ist das von Leung Ting zu Beginn der 1970er Jahre ersonnene System. Es umfasste ursprünglich vier Techniker-, vier Praktiker- und vier Großmeistergrade. Später kamen noch zwölf Schülergrade hinzu. Die Bezeichnung „Technikergrad“ wurde in der EWTO durch „Höherer Grad“ abgelöst. Die von der EWTO vertretene Ansicht, dass die Einteilung in Schülergrade eigentlich nur außerhalb Hongkongs praktiziert wird, ist falsch. Nicht nur, dass diese Einteilung auf der Website von Leung Ting dargestellt ist, es wurde im Forum der IWTA auch noch einmal betont.
Die International Wushu Federation, kurz IWUF (國際武術聯合會 / 国际武术联合会), hat ihr 1998 eingeführtes Graduierungssystem im Jahr 2010 völlig überarbeitet. Nun ist es auch möglich, in bisher etwas benachteiligten Stilen, wie dem Wing Chun, höhere Duan-Grade zu erreichen (aufgrund der Anzahl der geforderten Formen war es in vielen Wing Chun-Stilrichtungen nicht möglich, höhere Duan-Prüfungen abzulegen). Die Swiss Wushu Federation arbeitet bereits nach diesem Graduierungssystem und hat erste Prüfungen im Wing Chun abgenommen. Da das Wing-Chun-Graduierungssystem stilübergreifend aufgebaut ist, beruht es z. B. nicht auf den o. g. bekanntesten Formen. Vielmehr handelt es sich um verschiedene, eigens für dieses Graduierungssystem zusammengestellte, Einzel- und Partnerübungen.

## Anwendung in der Praxis (Auswahl)

### Erwachsenensport
Seit 2018 wird in der Schweiz vom Bundesamt für Sport WingTsun als „esa-Fachdisziplin“, also Fachdisziplin der Erwachsenensport Schweiz (esa), geführt. Für die Leiterausbildung sind die EWTO-Schulen Schweiz GmbH als esa-Partnerorganisation anerkannt und bieten die Ausbildung zum/zur „esa-LeiterIn WingTsun“ auch für nicht EWTO-Mitglieder an. Voraussetzung ist die mehrjährige Ausbildung in einer Wing Chun-Schule.

### Fluglinie
Die Fluglinie Hong Kong Airlines unterweist seit 2011 ihre Flugbegleiter in Wing Chun.

### Militär
Seit 2000 werden die Nahkampfausbilder des Kommando Spezialkräfte im „WingTsun“ der EWTO ausgebildet.

### Polizei

#### Deutschland
Seit 1990 wird die Polizei Baden-Württemberg sowie ihr Spezialeinsatzkommando regulär im „Wing Tsun“, unter anderem von der EWTO, unterrichtet. Die Polizei Nordrhein-Westfalen sowie ihre Spezialeinsatzkommandos hingegen werden seit 1992 von Salih Avci im „Avci Wing Tsun“ der WTEO (Wing Tsun-Escrima Organization) unterrichtet.
Zudem werden seit 2002 die Polizeibeamten des Wachdiensts der Landespolizei Nordrhein-Westfalen im „Avci Wing Tsun“ ausgebildet. Die einsatzbezogenen Selbstverteidigungs- und Festnahmetechniken der GSG 9 der Bundespolizei stammen unter anderem vorwiegend aus dem „Wing Tsun“.

#### Brasilien
Seit 2012 werden diverse Polizeieinheiten in Brasilien wie beispielsweise die Batalhão de Operações Policiais Especiais (PMERJ) im „Wing Tsjun“ von dem internationalen Dachverband Wing Tsjun International bzw. Boehlig Defense Systems unterrichtet.

#### Sri Lanka
Die Polizei in Sri Lanka wird seit 2014 im „Wing Tsjun“ von dem internationalen Dachverband Wing Tsjun International bzw. Boehlig Defense Systems unterrichtet.

#### USA
Das Federal Bureau of Investigation (FBI) wird von verschiedenen Meistern im „Wing Tsung“ bzw. „Wing Tsun“ unterrichtet.

## Verhaltenskodex des Wing Chun
Der auf Englisch sogenannte Code of Conduct, Chinesisch 詠春祖訓 bzw. in Kurzzeichen 咏春祖训 (Mandarin: Yǒngchūn Zǔxùn, Kantonesisch: Wing6 ceon1 zou2fan3) soll aus der Feder von Großmeister Yip Man selbst stammen. Ein Blogger auf Taipei Wing Chun schreibt aber, dass der Text auch von Lee Man (李民), einem guten Freund von Yip Man, stammen könnte.
Der Verhaltenskodex, wörtlich „Wing-Chun-Weisungen der/des Ahnen“ oder Altvorderen, besteht aus neun Regeln, die aus westlicher heutiger Sicht teilweise etwas befremdlich scheinen. Hier ist er mit kantonesischer (Jyutping) und Mandarin-Lautschrift sowie einem deutschen Übersetzungsversuch:
| 詠春祖訓        | Wing6 ceon1 zou2fan3 (Kantonesisch) Yǒngchūn zǔxùn (Mandarin)     |   | Weisungen der Ahnen (Yip Mans Verhaltenskodex des Wing Chun)                                                              |
| --------------- | ----------------------------------------------------------------- | - | --- |
| 守紀律 崇尚武德 | Sau2 gei2leot6 sung4soeng6mou 5dak1 Shǒu jìlǜ chóngshàng wǔdé     | 1 | Übe immer Disziplin und halte hoch die Tugenden/Ritterlichkeit der Kampfkunst.                                            |
| 明禮義 愛國尊親 | Ming4 lai5 ji6 ngoi3 gwok3 zyun1 can1 Míng lǐ yì ài guó zūn qīn   | 2 | Wisse um die (konfuzianische) Etikette. Liebe dein Land und ehre deine Eltern.                                            |
| 愛同學 團結樂群 | Ngoi3 tung4hok6 tyun4git3 l ok6 kwan4 Ài tóngxué tuánjié lè qún   | 3 | Lerne deine Mitschüler lieben und vereint euch in fröhlicher Runde.                                                       |
| 節色慾 保守精神 | Zit3 sik1juk6 bou2sau2zing1san4 Jié sèyù bǎoshǒu jīngshén         | 4 | Zügel deine sexuellen Begierden, schone (somit) deine Kräfte (oder Energie).                                              |
| 勤練習 技不離身 | Kan4 lin6zaap6 gei6 bat1 lei4san1 Qín liànxí jì bù líshēn         | 5 | Trainiere emsig (oder eisern), lass nie ab von den Techniken (wörtlich doppeldeutig: die Techniken nicht weg vom Körper). |
| 學養氣 戒濫鬥爭 | Hok6 joeng5hei3 gaai3 laam5 dau3zang1 Xué yǎngqì jiè làn dòuzhēng | 6 | Lerne dich moralisch zu festigen (oder zu beherrschen), enthalte dich unnötiger Kämpfe.                                   |
| 常處世 態度溫文 | Soeng4 cyu2sai3 taai3dou6 wan1man4 Cháng chǔshì tàidù wēnwén      | 7 | Gehe oft unter die Leute, benimm dich (dabei) freundlich und kultiviert.                                                  |
| 扶弱小 以武輔仁 | Fu4 joek6 siu2 ji5 mou5 fu6jan4 Fú ruò xiǎo yǐwǔ fǔrén            | 8 | Schütze die Schwachen und Kleinen (kl. Kinder und Leute), durch die Kampfkunst forme deinen (wohltätigen) Charakter.      |
| 繼先緒 謹持祖訓 | Gai3 sin1seoi5 gan2ci4 zou2fan3 Jì xiānxù jǐnchí zǔxùn            | 9 | Trag weiter das Erbe des/der Ahnen (des Wing Chun) und halte dich sorgsam an seine/ihre Regeln.                           |

## Persönlichkeiten (Auswahl)
Es gibt eine Reihe bekannte Persönlichkeiten, bei denen bekannt ist, dass diese Wing Chun gelernt haben bzw. praktizieren oder noch lernen. Darunter gehören beispielsweise:
- Bruce Lee (1940–1973) lernte mit 13 Jahren unter Ip Man die Kampfkunst Wing Chun. Später kombinierte er das „klassische“ Wing Chun und andere Kampfkünste unter der Philosophie und dem Konzept des praktischen Nutzen im modernen Straßenkampf und entwickelte daraus eine neue Kampfkunst namens Jeet Kune Do.
- Jackie Chan (* 1954) ist unter anderem dafür bekannt, dass er verschiedene Kampfkunstarten beherrscht, so auch das Jeet Kune Do. Er ist außerdem von Wing Chun begeistert. Wie weit er sein Wissen über Wing Chun unter Leung Ting vertiefen konnte, ist allerdings nicht bekannt.[67]
- Juliane Werding (* 1956) lernte/lernt unter Dai-Sifu Peter Grusdat.[68][69]
- Michelle Yeoh (* 1962) hatte keine formale Kampfkunstausbildung, sondern lernte die nötige Bewegung und Technik der Kampfkunst adhoc für die verschiedenen Filmrollen. Ihre Lehrer waren unter anderem Lam Ching-ying und Corey Yuen.
- Robert Downey Jr. (* 1965) begann 2003 beim Sifu Eric Oram, der ein Schüler von Sifu William Cheung (Schüler von Ip Man) war, Wing Chun zu praktizieren. Nach eigener Aussage soll ihm Wing Chun die Kraft gegeben haben seine Sucht zu überwinden.[70]
- Benjamin Piwko (* 1980) ist wahrscheinlich besser als der erste gehörlose Tänzer bei der Sendung Let’s Dance bekannt. Er ist allerdings neben Schauspieler auch Kampfsportler und trainierte von 1990 bis 2003 neben Aikidō, Thaiboxing, Boxen, Grappling, Escrima auch Wing Chun.[71][72][73]
- Karl Lauterbach zeigte seine Wing-Chun-Skills in der Sendung von Benjamin von Stuckrad-Barre[74]

## In der Popkultur
- Unter dem Titel Wing Chun – Gefährlich wie eine Pantherkatze erschien 1994 ein Film zur Kampfkunst Wing Chun. In diesem Film steht die Gründungslegende von Wing Chun im Mittelpunkt.
- Unter dem Titel Ip Man erschien 2008 die erste filmische Adaption der Biographie von Yip Man, welche die Kampfkunst als zentralen Lebensinhalt des Meisters darstellte. Es entstanden insgesamt sechs Werke verschiedener Regisseure, die den Wing-Chun-Meister in seinen unterschiedlichen Lebensphasen begleiten.